# 台灣昆蟲館
台灣昆蟲館為位於台灣台北市大安區和平東路三段與新竹市東區食品路的昆蟲免費主題展示館，本館由柯心平所設立。
其成立主旨為「希望能提供一個友善舒適的環境，讓大家能在輕鬆快樂的情境認識昆蟲、了解昆蟲，從接受喜愛這些小生命開始，進而愛護大自然，從中學會尊重生命，尊重環境」。

## 參觀資訊
簡介
- 新竹分館:

新竹分館位於新竹公園的台灣昆蟲館，過去是中廣播音站；與一旁的氣象站同樣荒廢數十年，近年來市府團隊與中央積極爭取經費及完整規劃，並由台灣昆蟲館團隊策展經營，將播音站改建為優質的昆蟲生態展示館。館內不定期啟動一系列「昆蟲課」，包含標本觀察、甲蟲和小動物飼養、昆蟲動物互動體驗等等，結合周遭環境進行戶外課程，帶孩子在園內自然環境探索體驗生態，提供一個良好的生態教育空間。
場館位置
- 本館                         (動物展區每週一、二不開放):台北市大安區和平東路三段406巷8號B1。(鄰近於麟光捷運站。)
- 新竹分館(每週一休館)              :新竹市東區食品路66號。             (鄰近於新竹站，位於新竹公園內。)

開館時間
- 本館:

| 星期 | 開館時間    | 備註                  |
| ---- | ----------- | --------------------- |
| 週一 | 18:00-21:00 | 動物展區不開放。      |
| 週二 | 18:00-21:00 | 動物展區不開放。      |
| 週三 | 12:00-21:00 |                       |
| 週四 | 16:00-21:00 | 暑假提前至12:00開館。 |
| 週五 | 16:00-21:00 | 暑假提前至12:00開館。 |
| 週六 | 10:00-21:00 |                       |
| 週日 | 10:00-21:00 |                       |

- 新竹分館(每週一休館):

| 星期 | 開館時間     | 備註         |
| ---- | ------------ | ------------ |
| 週一 | 整天為公休。 | 週一不開放。 |
| 週二 | 10:00-17:00  |              |
| 週三 | 10:00-17:00  |              |
| 週四 | 10:00-17:00  |              |
| 週五 | 10:00-17:00  |              |
| 週六 | 10:00-17:00  |              |
| 週日 | 10:00-17:00  |              |

參觀費用
免費參觀。

## 交通資訊
- 本館:

捷運
搭乘臺北捷運系統文湖線至麟光站，由出口1離開步行前往(約200公尺)。
公車
可搭乘15、18、72、211、282、292、556、568、680、685、902、1503、市民小巴7、敦化幹線，至捷運麟光站下車再步行前往。
開車
附近無停車場，建議使用大眾交通工具。
- 新竹分館:

台鐵
搭乘臺鐵至縱貫線(北段)、內灣線新竹站，由出口離開步行前往。

## 外部連結
- 官方网站